# Relations entre la France et la Palestine
Les relations entre la France et la Palestine désignent les relations diplomatiques qui s'exercent entre la République française d'une part et l’État de Palestine (anciennement Autorité nationale palestinienne), État partiellement reconnu à l'ONU. La France reconnaîtra l'État de Palestine à partir de septembre 2025, elle a toujours prôné une solution à deux États, comme rappelé sur le site officiel du gouvernement.

## Historique

### L'héritage gaulliste depuis 1967
À la suite de la guerre des Six Jours, le général de Gaulle, président de la République française, décide d'entamer un rapprochement avec le monde arabe et rompt son alliance avec Israël.
Le 22 novembre 1974, la France s'abstient lors du vote de la reconnaissance de l'OLP au sein de l'ONU en tant que membre observateur.
En 1982, François Mitterrand exprime devant la Knesset le projet de création d'un État palestinien.

## Période contemporaine

### La France dans le conflit israélo-palestinien
Conformément aux dispositions du droit international, la France promeut une solution à deux États (résolution 181) sur les frontières de 1967 et la fin de l'occupation israélienne (résolution 242). Elle souhaite que Jérusalem devienne la capitale des deux États. La France rappelle que la colonisation israélienne en Cisjordanie est illégale.
En décembre 2014, l'Assemblée Nationale et le Sénat adoptent une résolution visant à reconnaitre l'État palestinien comme le font déjà 135 pays, mais l'exécutif n'y donne pas suite.
Face au conflit israélo-palestinien, la société française est divisée. En 2018, selon un sondage de l'IFOP, 63 % des citoyens français souhaitent que les responsables européens envisagent des sanctions contre Israël, tant que la situation du peuple palestinien ne se sera pas améliorée.
Au lendemain des attaques d'octobre 2023, le président Emmanuel Macron qualifie le Hamas de mouvement terroriste et confirme la position française d'une solution politique avec « la sécurité pour Israël, et un État pour les Palestiniens ». Par ailleurs selon lui, si Israël a bien le droit de se défendre, cela ne lui donne pas le droit de cibler les populations civiles palestiniennes.

### Aide économique
L'Agence française de développement intervient dans les territoires palestiniens et y finance des projets relatifs aux secteurs de l'eau et de l'assainissement. Selon la diplomatie française, ces projets ont permis à 800 000 personnes de gagner un accès à l'eau potable ou de bénéficier d'une amélioration de la qualité du service d'eau potable. Elle soutient également des projets du secteur privé dans la zone industrielle de Bethléem, conformément à des engagements pris en 2008. La Palestine est aujourd'hui le premier bénéficiaire de l'aide budgétaire française.

### Coopération culturelle et universitaire
L'Institut français de Gaza est le seul centre étranger présent dans la bande et vient en aide à sa population par un travail de formation professionnelle. En 2016, un lycée français a été ouvert à Ramallah.